# Hostouň (okres Kladno)
Obec Hostouň se nachází šestnáct kilometrů západně od centra Prahy, v okrese Kladno ve Středočeském kraji. Žije zde přibližně 1 600 obyvatel. V posledních letech počet obyvatel obce mírně vzrůstá, hlavně díky výstavbě rodinných domů. Zájem o bydlení v Hostouni roste hlavně z důvodu poměrně výhodné polohy nedaleko Prahy.

## Název
Pojmenování obce je odvozeno od jména majitele původního dvora. Majitel se jmenoval Hostún a přivlastňovací příponou vzniklo jméno Hostounův dvůr a posléze Hostouň. Název obce se uvádí v jednotném čísle ženského rodu (tedy „ta Hostouň“).

## Historie
První písemná zmínka o vesnici pochází z roku 1294, v té době patřila ke statkům pražského purkrabství. Za svou více než 700 let dlouhou historii vlastnilo obec velké množství majitelů, často některý z nich držel pouze část, nejčastěji dvůr s tvrzí. Nejvýznamnějším dvorem s tvrzí byl Šafránov, jeho pozůstatky, byť již v značně chatrném stavu, jsou patrny dodnes.

### Územněsprávní začlenění
Dějiny územněsprávního začleňování zahrnují období od roku 1850 do současnosti. V chronologickém přehledu je uvedena územně administrativní příslušnost obce v roce, kdy ke změně došlo:
- 1850 země česká, kraj Praha, politický okres Smíchov, soudní okres Unhošť[6]
- 1855 země česká, kraj Praha, soudní okres Unhošť[6]
- 1868 země česká, politický okres Smíchov, soudní okres Unhošť[6]
- 1893 země česká, politický okres Kladno, soudní okres Unhošť[7]
- 1939 země česká, Oberlandrat Kladno, politický okres Kladno, soudní okres Unhošť[8]
- 1942 země česká, Oberlandrat Praha, politický okres Kladno, soudní okres Unhošť[9]
- 1945 země česká, správní okres Kladno, soudní okres Unhošť[10]
- 1949 Pražský kraj, okres Kladno[11]
- 1960 Středočeský kraj, okres Kladno[12]

### Rok 1932
V obci Hostouň u Prahy (1352 obyvatel, poštovní úřad, telegrafní úřad, telefonní úřad, četnická stanice, katol. kostel, sbor dobrovolných hasičů) byly v roce 1932 evidovány tyto živnosti a obchody: lékař, biograf Sokol, 2 cihelny, družstvo pro rozvod elektrické energie v Hostouni, hodinář, 2 holiči, hospodářské družstvo pro zužitkování pražských odpadků, 5 hostinců, 2 kapelníci, kolář, konsum Včela, 3 kováři, 3 krejčí, obchod s kůžemi, továrna na kůže, surové kůže, 2 malíři pokojů, 4 obuvníci, obchod s ovocem a zeleninou, palivo, 3 pekaři, 2 pohřební ústavy, 15 rolníků, 4 řezníci, 3 sadaři, sedlář, sklenář, 9 obchodů se smíšeným zbožím, stavitel, 2 továrny na stroje, švadlena, tesařský mistr, 2 trafiky, 2 truhláři, 2 velkostatky.

## Přírodní poměry
Podél části východní hranice katastrálního území protéká Dobrovízský potok, jehož koryto a břehy jsou chráněné jako přírodní památka Zákolanský potok.
Severovýchodně od středu vesnice rostou u Kladenské ulice Jasany v Hostouni – mohutné jasany ztepilé staré přibližně 165 let a chráněné jako památné stromy.

## Obyvatelstvo
Vývoj počtu obyvatel v Hostouni a počet domů udává tabulka:
| Rok                   | 1869 | 1880 | 1890 | 1900 | 1910 | 1921 | 1930 | 1950 | 1961 | 1970 | 1980 | 1991 | 2001 | 2011 |
| --------------------- | ---- | ---- | ---- | ---- | ---- | ---- | ---- | ---- | ---- | ---- | ---- | ---- | ---- | ---- |
| Počet obyvatel        | 1215 | 1286 | 1437 | 1350 | 1317 | 1243 | 1352 | 1185 | 1177 | 1072 | 924  | 948  | 918  | 1049 |
| Rozdíl počtu obyvatel | –    | 71   | 151  | −87  | −33  | −73  | 109  | −167 | −8   | −105 | −148 | 24   | −30  | 131  |
| Počet domů            | 134  | 176  | 204  | 181  | 186  | 187  | 235  | 269  | 287  | 282  | 283  | 331  | 356  | 388  |
| Rozdíl počtu domů     | –    | 42   | 28   | −23  | 5    | 1    | 48   | 34   | 18   | −5   | 1    | 48   | 25   | 32   |

## Společnost

### Školství
V Hostouni sídlí 1. stupeň (1. až 5. třída) základní školy. Ve školním roce 2013–2014 navštěvovalo školu 42 žáků ve třech třídách, 1. ročník samostatně, 2. a 3. resp. 4. a 5. ročník společně. Školu navštěvují děti z Hostouně a z Dobrovíze. Mateřská škola, která v obci sídlila po dlouhá léta, byla přestěhována do sousední Dobrovíze. V Hostouni zůstala pouze jedna třída v budově základní školy jako detašované pracoviště. V základní škole je v provozu školní jídelna, která slouží i pro školu mateřskou.

### Knihovna
Knihovna je v obci nepřetržitě od roku 1890, kdy byla založena čtenářská beseda. Umístění knihovny se v průběhu let několikrát měnilo, v roce 1968 byla přestěhována do budovy tehdejšího Místního národního výboru, kde je dodnes. Knihovní fond čítá asi 2700 titulů, je možné si objednat knihu ze Středočeské vědecké knihovny Kladno. Asistovaný přístup na Internet je zdarma. V knihovně se během roku konají různé pravidelné akce jako besedy, bazary knih, výstavy výtvarných děl žáků místní školy, pasování prvňáčků na čtenáře apod.

### Spolky

#### Šance Udělat Trochu Radosti
Cílem sdružení Šance Udělat Trochu Radosti o.s. (zkráceně ŠUTR o.s) je pořádání kulturních, společenských, sportovních a vzdělávacích akcí pro děti i dospělé. Bylo založeno v roce 2008, v roce 2011 mu byla udělena akreditace Ministerstva školství, mládeže a tělovýchovy a stalo se tak akreditovanou vzdělávací institucí.
Sdružení podporuje i dlouholetou tradici divadelnictví v obci. Jeho součásti je divadelní ochotnický spolek Mošna (Myšmaš Opravdu Šíleně Nadšených Amatérů). Prvním počinem bylo nastudování hry Jana Drdy Dalskabáty, hříšná ves aneb Zapomenutý čert v roce 2008. Představení se konají v místním kulturním domě.

#### Hostouňští nadšenci
Dalším kulturním spolkem jsou Hostouňští nadšenci, kteří pořádají různé kulturní akce jako karnevaly, mikulášské zábavy, vánoční setkání apod. Oblíbenou akcí je Dětský bazar, v němž je možno dát do prodeje nebo naopak nakoupit různé dětské oblečení a boty, hračky, kočárky, kola, prostě vše co souvisí s dětmi.
O Vánocích se konají setkání u kostela, tradicí je každoroční přivezení Betlémského světla.

#### Baráčnická obec Sulevice
Spolkem trochu jiného typu je Baráčnická obec Sulevice, která působí společně v Hostouni a Dobrovízi. Zaměřuje na zachování venkovských tradic, jeho členové se mezi sebou oslovují "Sousede" a "Tetičko", jak tomu bylo tradicí v 18. století, volí mezi sebou Rychtáře, Syndika, Drába, Ponocného apod. V současnosti je členem tohoto sdružení 274 občanů Hostouně a Dobrovíze. Jméno obce Sulevice je převzato od vesnice zaniklé v období třicetileté války, která ležela nedaleko od Hostouně směrem na Pavlov.

## Sport
Dominantním sportem v obci je fotbal. Fotbalový oddíl Sokol Hostouň byl založen v červenci 1927, tehdy pod názvem Čechie Hostouň. Už v roce 1922 vznikl klub SK Hostouň, ale jeho činnost byla po dvou letech ukončena. V roce 2016 oddíl dosáhl největšího úspěchu své historie, když v krajského přeboru obsadil 2. místo a jako první venkovský klub z okresu Kladno postoupil do Divize.

## Pamětihodnosti
- Kostel sv. Bartoloměje – původně gotický ze 14. století, nynější podoba je barokní z počátku 18. století. Věž byla přistavěna roku 1773. V jeho okolí býval v minulosti hřbitov, při epidemii cholery v roce 1832 však již kapacitně nestačil, proto byl vystavěn hřbitov nový v místech, kde je dnes ulice Lipová, který slouží dodnes.
- Starý a nový židovský hřbitov. Starý hřbitov se nachází v odlehlém lesnatém svahu nad pravým břehem Sulovického potoka, asi 1 km jihozápadně od centra Hostouně. Na ploše 0,12 ha je dochováno asi čtyřicet náhrobků, nejstarší z roku 1786. Hřbitov byl užíván do roku 1848, poté byl nahrazen hřbitovem novým, situovaným o několik set kroků blíže k obci. Nový hřbitov na ploše 0,15 ha obsahuje kolem 340 náhrobků z let 1856 až 1936; dochovala se zde kamenná obřadní síň.[23] Na novém hřbitově se mj. nachází hrobka rodiny Brandejsů. Z tohoto starého židovského rodu pochází významný podnikatel a mecenáš českých umělců Alexandr Brandejs (1848–1901).

## Židovská obec

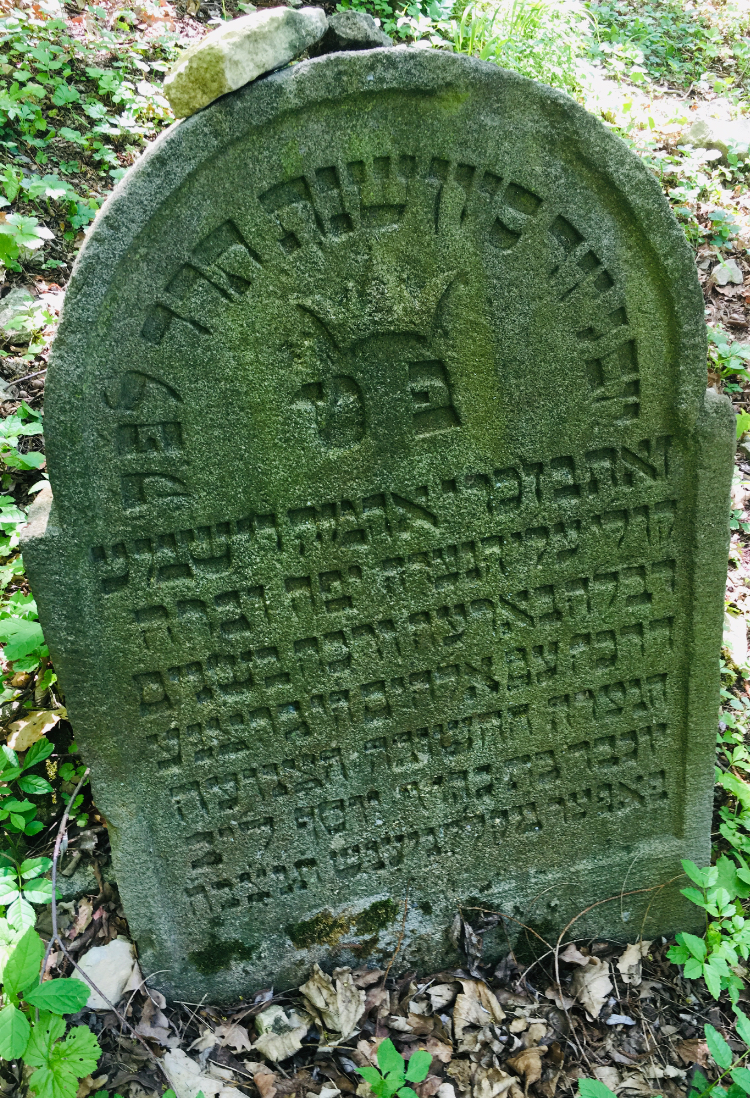
Náhrobek na Starém židovském hřbitově v Hostouni, kde se dochovalo kolem padesáti pozdně barokních a klasicistních náhrobků z 18. a 19. století. Hřbitov patří k jedněm z nejcennějším na Kladensku.

Hostouň měla zejména v 18. a 19. století početnou a poměrně významnou židovskou komunitu. Roku 1852 je zde doloženo 64 židovských rodin, které zde měly vlastní synagogu (zbořena po roce 1950, částečně v torzálním stavu dochována a adaptována k obytným účelům; nachází se severně od kostela v ulici Pod kostelem), dále vlastního rabína, košer jatka, školu. Světoznámý pražský rabín Ezechiel Landau ve svém díle zmiňuje k roku 1792 "rabiho Natanaela z Hostouně". Většina židovských rodin se z Hostouně začala stěhovat v druhé půlce 19. století v důsledku pozvolného zrovnoprávňování Židů v Rakousko-Uhersku, zejména do blízkého Kladna, Slaného a Prahy. Poslední židovský pohřeb je zde doložen k roku 1932. Jedinou hmatatelnou památkou na někdejší význam hostouňské židovské obce tak dnes zůstávají oba zachovalé židovské hřbitovy: Starý židovský hřbitov a Nový židovský hřbitov, cca 800 m západně od kostela. Oba jsou v majetku Pražské židovské obce, která je udržuje a postupně opravuje. Z Hostouně pocházeli mj. rodinní příslušníci českožidovského spisovatele Oty Pavla či světoznámého architekta Antonína Raymonda.

## Zajímavosti
V Hostouni byly natáčeny scény z vypálení Lidic ve filmu Sokolovo režiséra Otakara Vávry z roku 1974. Ve filmu účinkovalo několik místních občanů jako kompars.

## Osobnosti
- František Josef Mach (1837–1914), český kapelník a skladatel
- Jan Náprstek (1858–1935), agrárnický politik, poslanec Říšské rady a okresní starosta v Unhošti
- Jan Jiras (* 1948), ligový fotbalista, v 70. letech hrál za Spartu Praha, SK Kladno a Viktorii Žižkov.
- Josef Císařovský (1926–2017), malíř a umělecký kovář
- Miroslav Koubek (1928–2005), reprezentant ČSR v atletice, mistr republiky v přespolním běhu, závodil za Sokol Pražský, Duklu Praha a Slavii VŠ Praha.

## Doprava
- Autobusová doprava – je dopravně obsluhována jak Pražskou integrovanou dopravou – spojení s Prahou (linka č. 626, která v Jenči navazuje na linku 306 na Zličín a linka č. 319 na Letiště Václava Havla a na Kladno jezdí linka 626.
- Železniční doprava – Hostouň je dostupná také po železnici, zastávka Hostouň u Prahy (od okraje obce vzdálená asi 500 m) na železniční trati Hostivice–Podlešín byla po dlouhém jednání zprovozněna v roce 1988. V současnosti je však provoz vlaků na lince S54, která spojuje Hostivici a Středokluky s Podlešínem a Slaným a linky Cyklohráček z Prahy do Slaného a Zlonic, která jezdí jen v turistické sezóně.
- Silniční spojení – K výraznému zlepšení spojení s Prahou došlo v roce 2008 otevřením 10 km dlouhého úseku Praha-Pavlov dálnice D6, která prochází necelé 2 km od obce.

## Fotogalerie

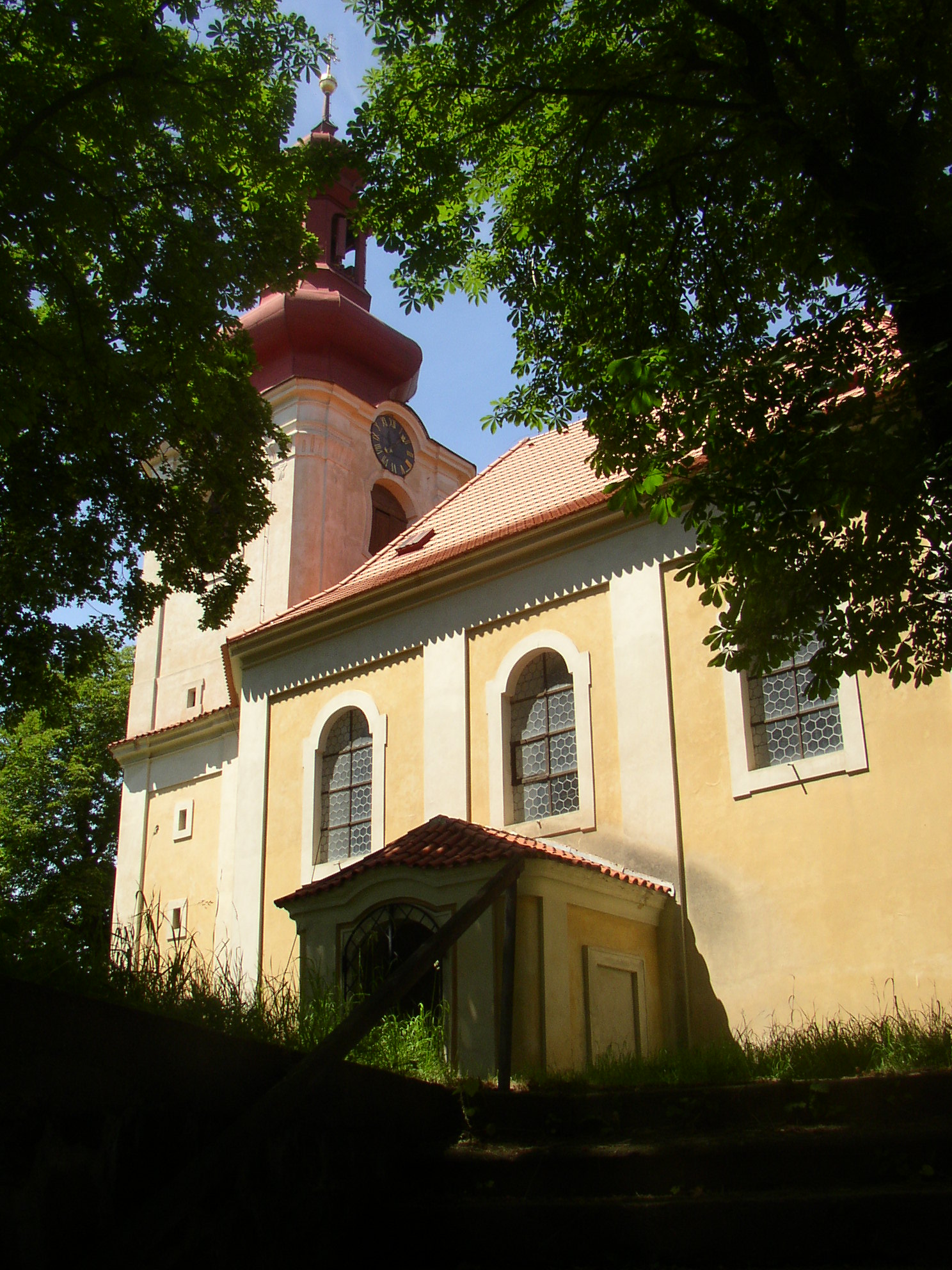
Kostel sv. Bartoloměje
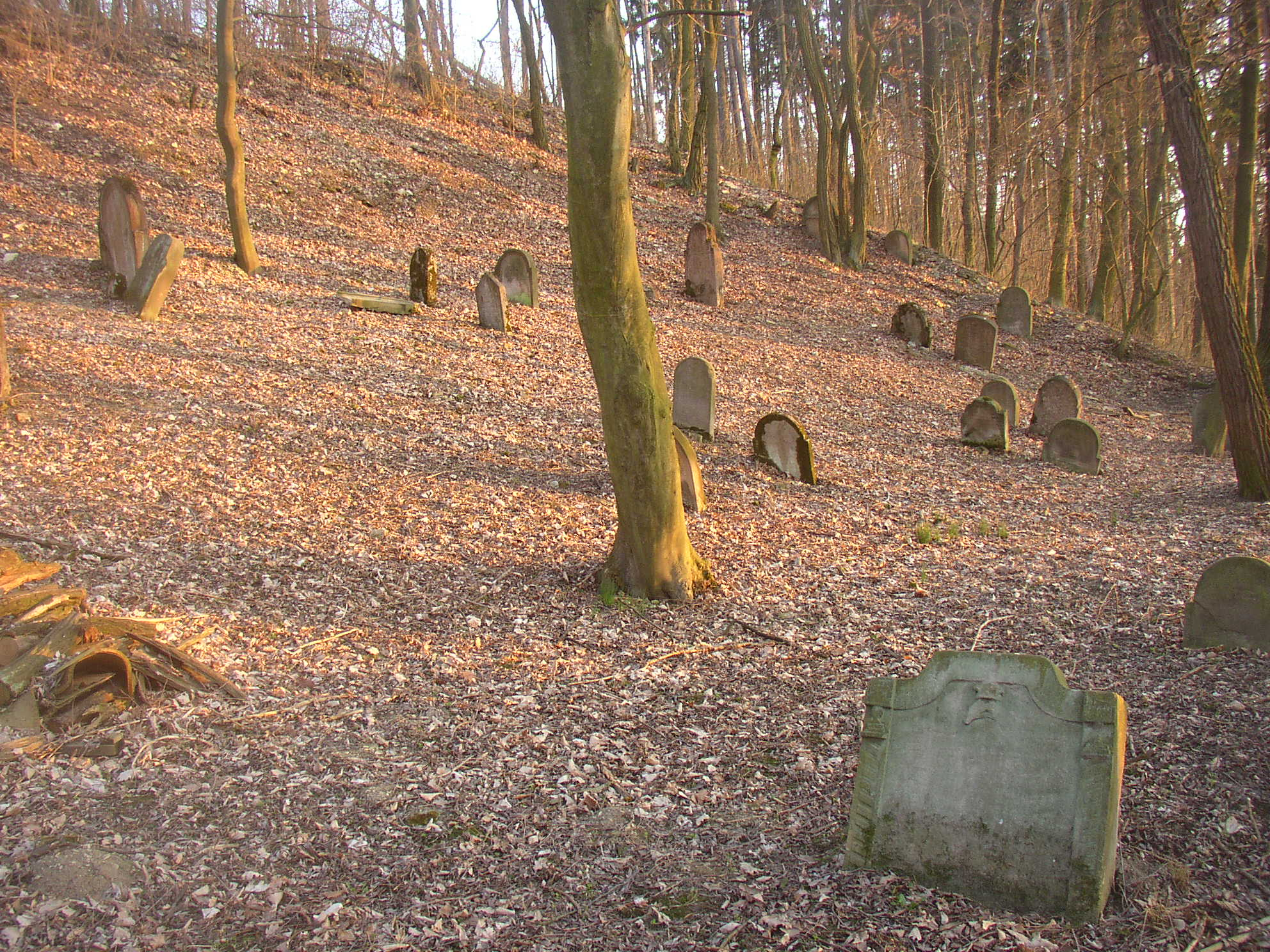
Starý židovský hřbitov
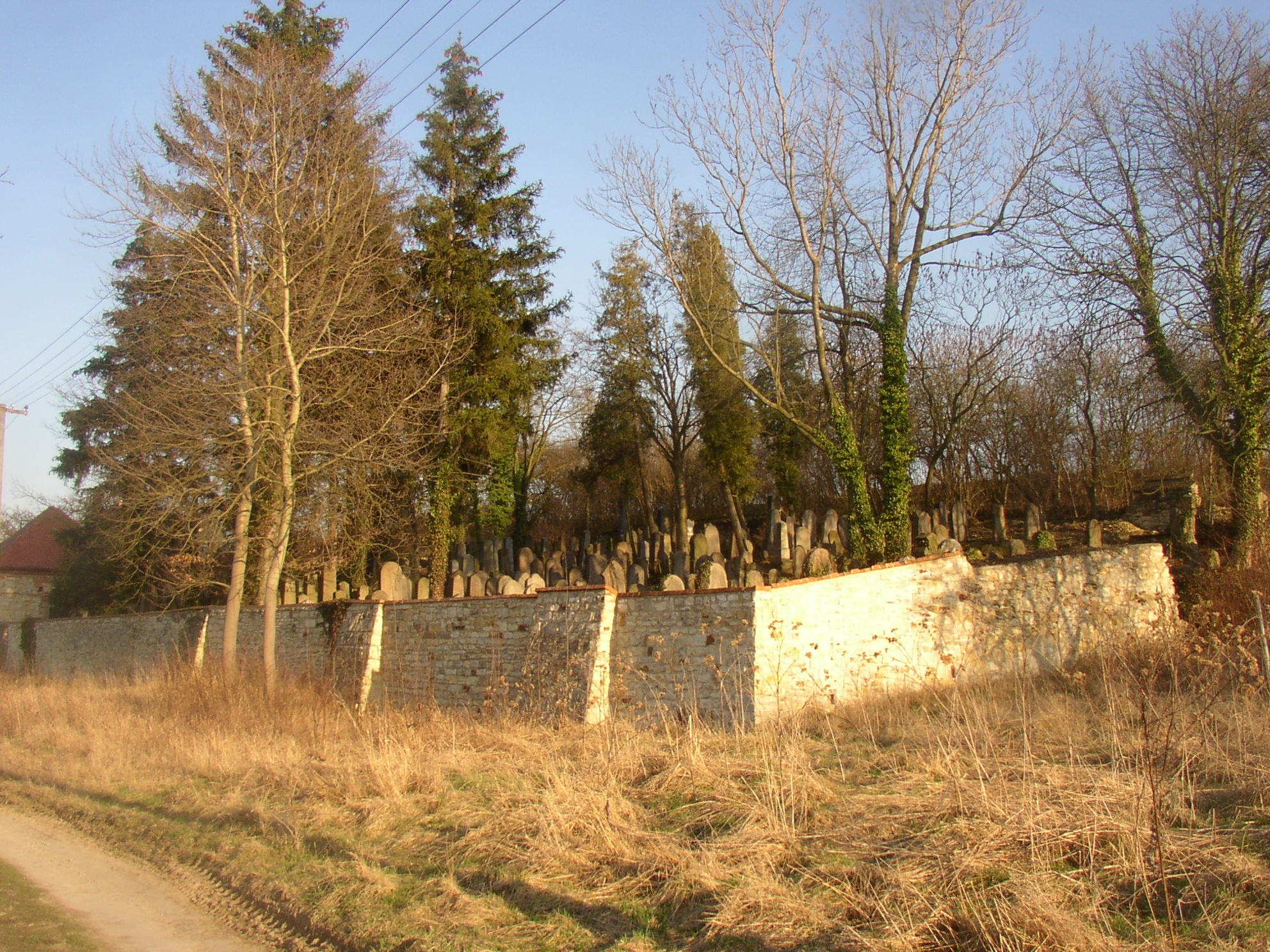
Nový židovský hřbitov
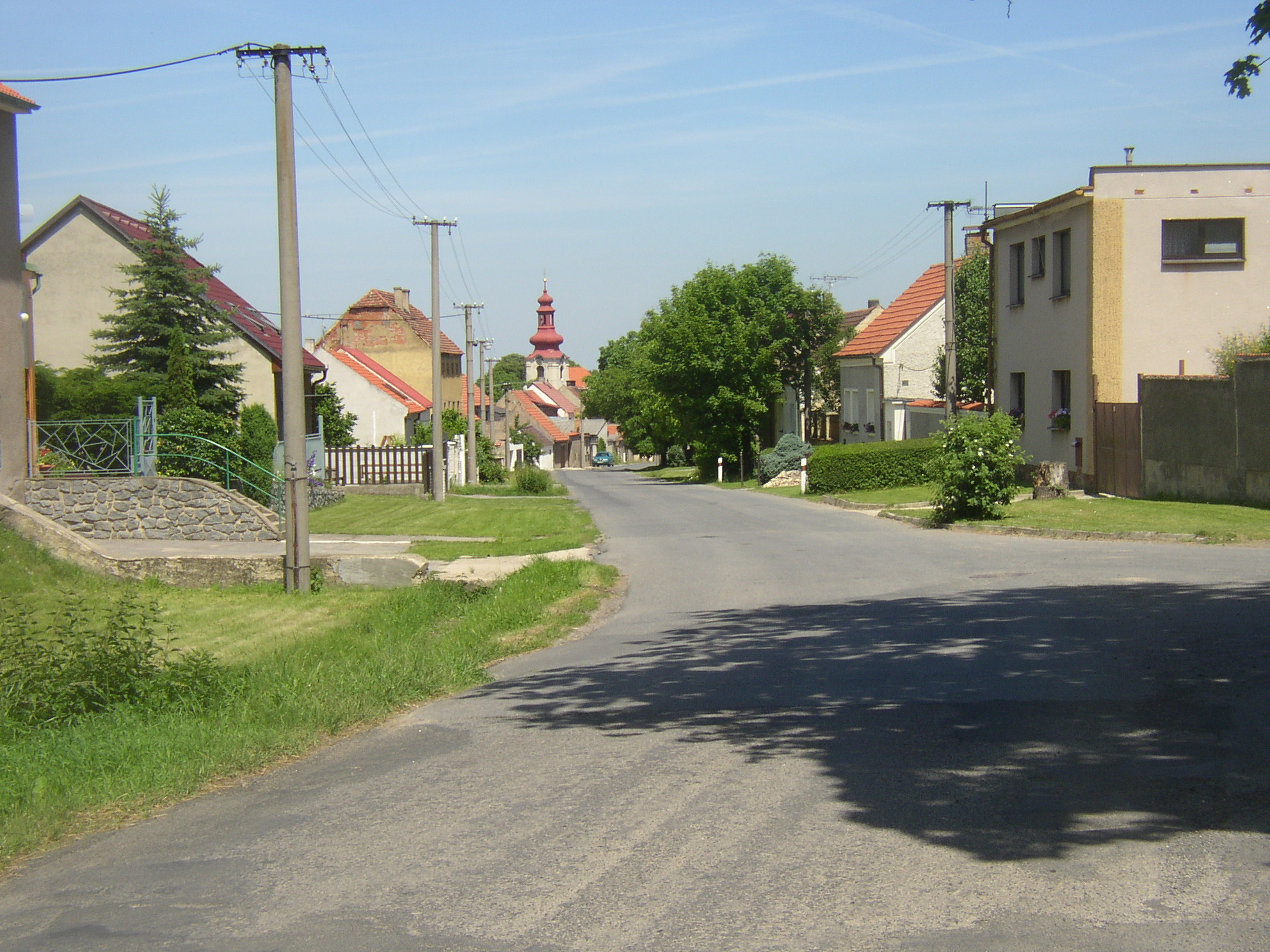
Pohled ke středu obce ve směru od Pavlova
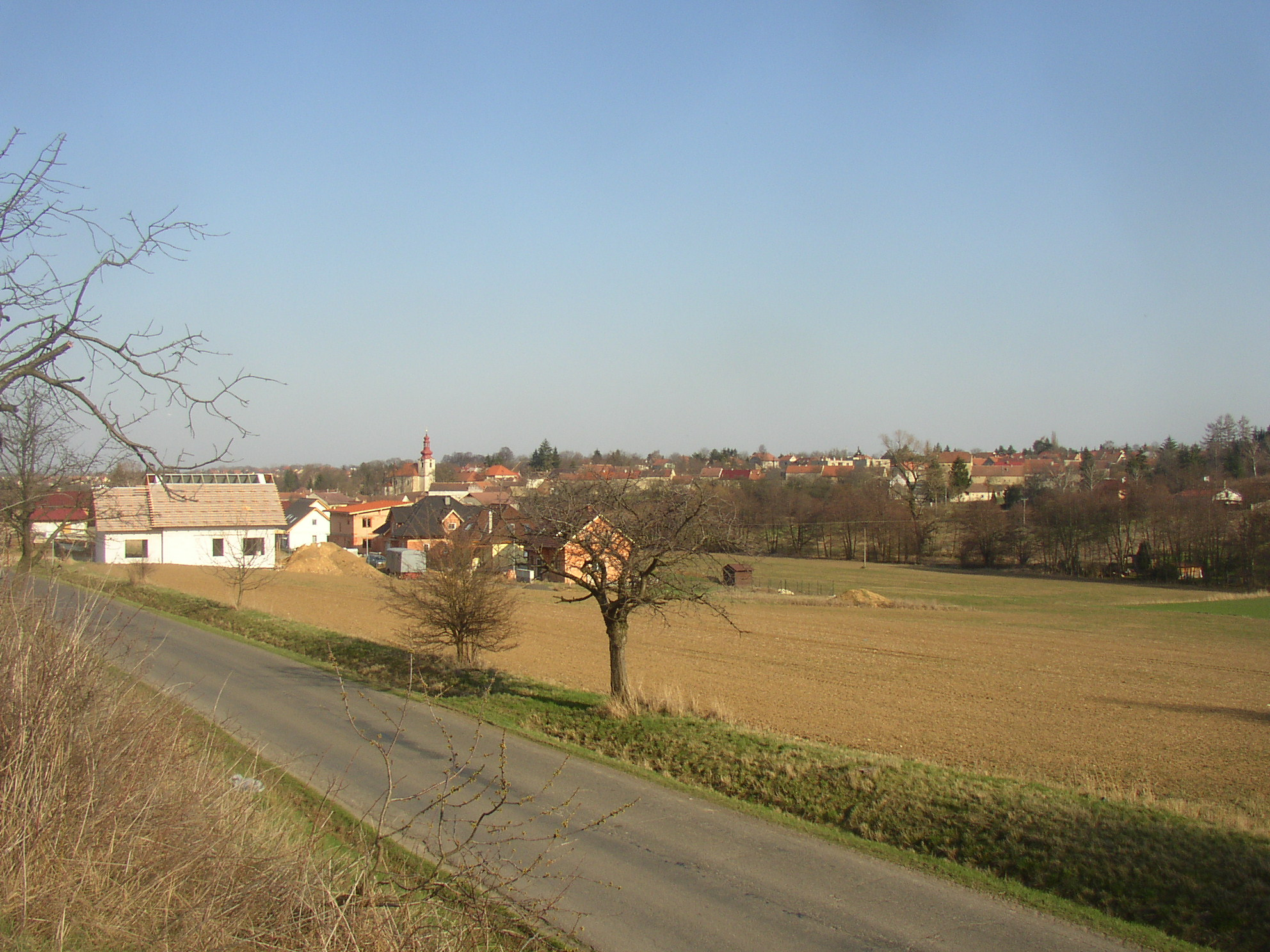
Hostouň ze severozápadu, od silnice do Dolan